# タル・アブヤド
タル・アブヤドまたはテルアビヤド（アラビア語: تل أبيض、英語: Tal Abyad ; Tell Abyad）は、シリア北部ラッカ県の都市である。国境をはさんでトルコのアクチャカレと接する。